# AEG DJ.I
L'AEG DJ.I est un prototype d'avion biplan d'attaque au sol allemand datant de 1918.
Alors qu'on ne parlait pas encore d'appui tactique, on travaillait déjà chez AEG à la réalisation d’un véritable appareil d’attaque au sol. Trois prototypes du monoplace AEG DJ.I furent construits, deux à moteur Benz Bz IIIb de 195 ch et un à moteur Maybach Mb Iva de 240 ch. D’un dessin très pur, ce biplan à ailes décalées dont la voilure ne comportait aucun hauban souple avait une structure en dural, des plans entoilés avec ailerons débordants au plan supérieur, un blindage d’aluminium pour protéger le moteur, le réservoir et le pilote. L’armistice ne permit pas le lancement de la fabrication de cet appareil, qui était une amélioration de l'AEG PE.